# Kleetlekut Indian Reserve 22
Kleetlekut Indian Reserve 22 är ett reservat i Kanada.   Det ligger i provinsen British Columbia, i den södra delen av landet, 3 400 km väster om huvudstaden Ottawa.
I omgivningarna runt Kleetlekut Indian Reserve 22 växer i huvudsak barrskog. Runt Kleetlekut Indian Reserve 22 är det ganska glesbefolkat, med 34 invånare per kvadratkilometer.